# 홍랑
홍랑(洪娘, ? ~ ?)은 조선 선조 때의 기생이다. 
1573년 당시 삼당파 또는 팔문장으로 불리던 고죽 최경창이 북도 평사로 경성에 갔을 때 그도 따라가 함께 있었다. 이듬해 최경창이 서울로 돌아오게 되자 그도 쌍성까지 따라와 작별하면서 최경창을 위해 시조 1수를 지었는데, 지금도 전하고 있다. 